# 宋埠镇 (奉新县)
宋埠镇，是中华人民共和国江西省宜春市奉新县下辖的一个乡镇级行政单位。

## 行政区划
宋埠镇下辖以下地区：
宋埠社区、青湖村、三洪村、榨下村、桥头村、汶塘村、塘南村、中保村、天宝村、沿溪村、堂庄村、锁石村、夏泽村和宋埠林场生活区。